# Ren He
Ren He (kinesiska: 任河) är ett vattendrag i Kina. Det ligger i den centrala delen av landet, 1 100 km sydväst om huvudstaden Peking.